# Lac Opawica
Pour les articles homonymes, voir Opawica.
Le lac Opawica est un plan d'eau douce traversé par la rivière Opawica dans la partie Sud du territoire de Eeyou Istchee Baie-James (municipalité), en Jamésie, dans la région administrative du Nord-du-Québec, dans la province de Québec, au Canada. Ce lac s’étend dans les cantons de Boyvinet, de Lesueur, de Gand et de l’Espérance.
La foresterie constitue la principale activité économique du secteur. Les activités récréotouristiques arrivent en second, grâce à un plan d’eau navigable d’une longueur de 22,1 km d’une extrémité à l’autre, en contournant l’île Opawica. Ce lac est formé par un élargissement de la rivière Opawica et comporte un barrage aménagé à son embouchure.
La partie Nord et Ouest du bassin versant du lac Opawica est accessible grâce à la route forestière route 113 reliant Chibougamau à Lebel-sur-Quévillon. Une route forestière qui dessert la rive Sud, Est et Nord des lacs Opawica et Wachigabau, se relie par le Nord à la route 113. La partie Sud est accessible grâce au chemin de fer du Canadien National qui passe entre ces deux derniers lacs.
La surface du lac Opawica est habituellement gelée du début novembre à la mi-mai, toutefois la circulation sécuritaire sur la glace se fait généralement de la mi-novembre à la mi-avril.

## Géographie
Ce lac comporte une longueur de 17,1 km, une largeur maximale de 7,3 km et une altitude de 301 m. La forme du lac ressemble à une hache dont la partie tranchante est orientée vers le Nord et le manche est orienté vers l'Est. L’île Opawaca (longueur : 3,6 km, de forme presque ronde) est située dans la partie Ouest du lac. La dimension de cette île dont un sommet de montagne atteint 360 m, réduit significativement la superficie en eau de cette partie du lac. La partie Est du lac qui s’étire sur 11,6 km s’avère étroite et allongée et recueille les eaux du ruisseau Dalime (venant du Nord).
Le lac Gabriel constitue la source de la rivière Opawica qui descend vers le nord-ouest en une succession de rapides. La rivière Opawica venant de l’Est traverse d’abord les lacs Lichen et Wachigabau avant de se déverser dans le lac Opawica via deux points d’entrée lesquels sont situés à chaque extrémité de l’île au Goéland (longueur : 5,1 km ; largeur : 1,5 km). Cette île et les deux presqu’îles (l’une se prolongeant vers l’Ouest sur 3,3 km à partir de la rive Est ; et l’autre venant de l’Ouest s’étirant sur 6,2 km) forment une bande de terre de 14,6 km en longueur que parcourt sur toute sa longueur le chemin de fer du Canadien National. À partir de sa source la plus à l'Ouest, le courant traverse le lac Opiwaca sur 8,9 km vers le Nord-Ouest.
L’embouchure de ce lac Opawica comporte un barrage et est localisé au fond d’une baie au Nord de la partie Ouest du lac, soit à :
- 8,5 km au Sud de l’embouchure de la rivière Opawica ;
- 30,0 km au Nord-Est du lac Waswanipi ;
- 9,3 km au Sud du centre du village de Waswanipi ;
- 74,9 km à l’Est de l’embouchure du lac au Goéland (rivière Waswanipi) ;
- 284,8 km au Sud-Est de l’embouchure de la rivière Nottaway ;
- 125,2 km à l’Est du centre-ville de Matagami ;
- 116,3 km au Sud-Ouest du centre-ville de Chibougamau[1].

Les principaux bassins versants voisins du lac Opawica sont :
- côté Nord : rivière Opawica, rivière Chibougamau, rivière Waswanipi ;
- côté Est : rivière Opawica ;
- côté Sud : lac Wachigabau, rivière Opawica, lac Lichen (rivière Opawica), rivière Nicobi ;
- côté Ouest : rivière Bachelor, lac Waswanipi.

À partir du barrage à l’embouchure du lac Opawica, le cours de la rivière Opawica coule sur 14 km d’abord vers le Nord-Est jusqu’à un coude de rivière, puis vers le Nord-Ouest jusqu’à sa confluence avec la rivière Chibougamau. Ce point de confluence de ces deux rivières devient la tête de la rivière Waswanipi.

## Toponymie
Ce plan d’eau est indiquée sous la graphie «Opawakow Sagagan or Sandy Point L.» sur la carte des explorations de Henry O'Sullivan (1897-1899), publiée en 1900.
Ce toponyme est mentionné dans le Dictionnaire des rivières et lacs de la province de Québec en 1925 ; ce mot cri signifie il y a une passe, un rétrécissement entre des bancs de sable.
Le toponyme "lac Opawica" a été officialisé le 5 décembre 1968 par la Commission de toponymie du Québec, soit à la création de cette commission.